# Renault Type R
Der Renault Type R, auch 7 CV genannt, war ein frühes Personenkraftwagenmodell von Renault.

## Beschreibung
Dieses Modell war der Nachfolger des Renault Type M. Es erschien im Oktober 1903 auf dem Markt. Die nationale Zulassungsbehörde erteilte am 15. Oktober 1903 ihre Zulassung. Nachfolger wurde der Renault Type T.
Ein Einzylindermotor mit 100 mm Bohrung und 110 mm Hub leistete aus 864 cm³ Hubraum 7 PS. Dies war der erste selbst konstruierte Einzylindermotor von Renault. Die Motorleistung wurde über eine Kardanwelle an die Hinterachse geleitet. Die Höchstgeschwindigkeit war je nach Übersetzung mit 31 km/h bis 51 km/h angegeben.
Bei einem Radstand von 230 cm war das Fahrzeug 340 cm lang und 150 cm breit. Das Fahrgestell wog 550 kg, das Komplettfahrzeug 900 kg. Die Karosserieform Tonneau ist überliefert.
Im Gegensatz zu den größeren Modellen hatte der seitlich des Motors montierte Wasserkühler nur neun Kühlelemente.